# Аджером
Аджером (коми Адзорöм) — посёлок в Корткеросском районе Республики Коми. Входит в состав сельского поселения Пезмег. Основан в 1930-х годах. До 1976 года носил название Пезмог.

## Этимология
Аджером от: адз — пойма реки, орöм — причастие от глагола орны — прорваться. Адзорöм — промытый водой пойменный луг.

## Население
| 1989 | 2002 | 2010 | 2021  |
| ---- | ---- | ---- | ----- |
| 1088 | ↘840 | ↘774 | ↗1027 |

Численность населения — 1130 человек (1959), 1009 (1970), 1129 (1989), 1077 (1995), 1005 человек (2000).

## История
В период сталинских репрессий в поселке находилась центральное отделение Локчимлага.

## Известные люди
- В 1901 году здесь родился советский военачальник, полковник Степан Турьев
- В 1933 году здесь отбывал ссылку поэт Евгений Забелин.
- с 1966 г.по 1974 г. жил и окончил среднюю школу Ген Николай Леонидович, заместитель прокурора Республики Коми, депутат Государственной Думы Российской Федерации. Похоронен на местном кладбище в 2002 г.

## Археология
В пойме Вычегды находятся памятник средневычегодской мезолитической культуры Пезмогты-6 (ок. 9 000 л. н.), местонахождение раннего неолита Пезмог IV, средненеолитические жилища Пезмогты-1, −3, −5.